# Beregi egyezmény
A beregi egyezmény az 1233. augusztus 12-én II. András király által a pápai legátussal a beregi erdőben kötött szerződés, melynek célja az 1233 előtti években az egyházat ért sérelmek orvoslása volt. Az oklevelet az esztergomi Prímási Levéltár őrzi.

## Története
A beregi egyezményt II. András király kötötte, aki halicsi hadjáratára készülve ekkor éppen Bereg vármegyében tartózkodott, mikor Jakab pápai legátus, Benedek veszprémi püspök, és Cognoscens esztergomi kanonok társaságában átadta neki a pápai követ jegyzője által elkészített fogalmazványt pecsétjével való jóváhagyás végett, és hogy esküdjék meg cikkelyeinek megtartására. II. András augusztus 20-án IX. Gergely nyomására ezt jóvá is hagyta.
Az egyezményben II. András megígérte, hogy a más hitűeket (zsidókat és izmaelitákat) kizárja a közhivatalokból.
- Szabályozta az egyes egyházak sójárandóságát és a só forgalmát. 10000 márka kárpótlást ígért veszteségeiért a csanádi püspöknek, a pannonhalmi és az egresi apátnak, amit 1234-től 5 év alatt fizet ki 1000 márkás részletekben a domonkosok pesti kolostorában.

- Elfogadta házassági és hitbér ügyekben, valamint az egyházmegyei személyek ügyeiben az egyházi bíróságok illetékességét, kivéve az utóbbiak birtokügyeit, melyekben a király illetékes.

- Adómentességet biztosított az egyházi személyeknek, a legátus által tervezett adó kivetését pedig a pápától tette függővé.

- Megígérte, hogy még 1233-ban oklevelet ad az egyházaknak sójövedelmeikről, s hogy a királyfiak, valamint Dénes nádor és a többi főurak is esküt tesznek a beregi egyezményre.

1234 márciusában Jakab legátus határnapot április 23-ra tűzte ki az egyezmény teljesítését, és ha a király addig nem teljesítette volna az abban foglaltakat, őt és tanácsosait kiközösítéssel, udvarát interdiktummal fenyegette. A fenyítés kihirdetésével János boszniai püspök az esztergomi domonkosok perjelét és a ferencesek tartomány főnökét bízta meg, majd eltávozott.
János püspök és megbízottai még július 19. előtt kihirdették az egyházi fenyítést, mire II. András király és Róbert esztergomi érsek föllebbeztek a pápához, aki augusztus 16-án meghagyta János püspöknek és megbízottainak, hogy ha a király teljesíti a beregi egyezmény cikkelyeit, visszavonják az egyházi fenyítékeket, melyeket rövidesen vissza is vontak: IX. Gergely augusztus 31-én biztosította II. Andrást, hogy őt és rokonait külön pápai meghatalmazás nélkül nem közösíthetik ki. Engedélyezte, hogy a beregi egyezményben előírt 10000 márkás kárpótlást 5 év helyett 10 év alatt fizethette vissza.